# 馬格普PDR卡賓槍
馬格普PDR（PDR為個人防衛步槍的英語縮寫）是美國馬格普工業公司研製的一種5.56×45毫米口徑犢牛式卡賓槍（個人防衛武器）。

## 概述
馬格普PDR為一種採用導氣原理，轉拴式槍栓運作的個人防衛武器系統，其槍身採用了犢牛式設計，並顯得相當短小和緊湊。
該槍是少數地採用標準口徑的個人防衛武器，目的是為了能讓使用方減低在戰場上的後勤負擔，旨在取代在軍隊中服役的部份衝鋒槍、M9手槍和M4卡賓槍等武器。
該槍載彈量為20或30發，並採用由馬格普工業公司生產的PMAG彈匣供彈，但亦可對應其他STANAG彈匣。
該槍的標準瞄具為機械瞄具，用戶也可在機匣頂部的戰術導軌上，裝上各種瞄準鏡。
由於此槍在外觀上具有相當豐富的「未來主義」風格，因而受到大眾的關注。

## 衍生型

### PDR-C
具有FN P90式手槍握把和類似的人體工學設計以使武器變得更加緊湊。

### PDR-D
改用傳統式手槍握把、類似於斯泰爾TMP的垂直式前握把和保險裝置的版本。

## 登場作品

### 電子遊戲
- 2011年—《3》：型號為PDR-C，命名為「PDW-R」。
- 2013年—《4》：型號為PDR-C，命名為「PDW-R」，載彈量30+1發，被歸類為個人防衛武器，單機模式中能夠由主角丹尼爾·雷克（Daniel Recker）所使用，多人聯機模式時為「工程兵」（Engineer）的解鎖武器之一。
- 2014年—《合同戰爭》
- 2017年—：型號為PDR-C，命名為「PDR」，因程式錯誤而使用KAC 6×35mm彈匣，於「Fallen Ghost」DLC中加入，可使用各類配件進行改裝。
- 2019年—：型號為PDR-C，命名為「Bullpup PDR」，可使用各類配件進行改裝。

## 另見
- 馬格普FMG-9衝鋒槍
- 雷明登ACR突擊步槍
- 蜜獾式突擊步槍
- AO-46個人防衛武器
- KAC PDW突擊步槍

## 外部連結
- http://www.youtube.com/watch?v=8oLcHkCcz_c （页面存档备份，存于）
- https://web.archive.org/web/20120324060458/http://www.magpul.com/pdfs/PDRtech_PR.pdf